# 交代完了
交代完了（こうたいかんりょう）は、野球の投手記録の一つ。救援投手として登板し、試合終了まで投げた投手につく記録である。先発投手が試合の最後まで投げ終えた場合は、交代完了のかわりに完投が記録される。
一般にチームの抑え投手が最も多く記録する。これは、多ければ総試合数の半分近く最後に登板することが有り得る抑え投手に対し、他の救援投手は起用法が様々であることに起因する。
また、現在のルールにおいては、セーブ数が交代完了数を超えることは、セーブの性質上起こり得ない。

## 完封・完投との関係
公認野球規則9.18により、1回の守備で無死・無失点の状態で救援した投手が降板せずに試合終了まで無失点で抑えた時に限り、交代完了と完封が同時に記録される。ただし、先発投手ではないから、失点の有無に関わらず完投は記録されない。これが記録された時、投手成績に注釈を付けることが定められている。
この記録は日本プロ野球では下記選手が達成している。
- 上田二朗（阪神タイガース、1972年5月9日、大洋ホエールズ戦）

## メジャーリーグベースボール

### 個人通算記録
| 順位 | 選手名                   | 完了 |
| ---- | ------------------------ | ---- |
| 1    | マリアノ・リベラ         | 952  |
| 2    | トレバー・ホフマン       | 856  |
| 3    | リー・スミス             | 802  |
| 4    | ジョン・フランコ         | 774  |
| 5    | ローリー・フィンガーズ   | 709  |
| 6    | ビリー・ワグナー         | 703  |
| 7    | ジェフ・リアドン         | 695  |
| 8    | リッチ・ゴセージ         | 681  |
| 9    | フランシスコ・ロドリゲス | 677  |
| 10   | ロベルト・ヘルナンデス   | 667  |

| 順位 | 選手名                 | 完了 |
| ---- | ---------------------- | ---- |
| 11   | ケンリー・ジャンセン   | 653  |
| 12   | ホイト・ウィルヘルム   | 651  |
| 12   | クレイグ・キンブレル   | 651  |
| 14   | ダグ・ジョーンズ       | 640  |
| 15   | ケント・テカルヴ       | 638  |
| 16   | スパーキー・ライル     | 634  |
| 17   | ホセ・メサ             | 633  |
| 18   | トッド・ジョーンズ     | 619  |
| 19   | ジーン・ガーバー       | 609  |
| 20   | フェルナンド・ロドニー | 590  |

- 記録は2024年シーズン終了時点[1]

### シーズン記録
| 順位 | 選手名               | 所属球団                       | 完了 | 記録年 | 備考           |
| ---- | -------------------- | ------------------------------ | ---- | ------ | -------------- |
| 1    | マイク・マーシャル   | ミネソタ・ツインズ             | 84   | 1979年 | ア・リーグ記録 |
| 2    | マイク・マーシャル   | ロサンゼルス・ドジャース       | 83   | 1974年 | ナ・リーグ記録 |
| 3    | ビリー・コッチ       | オークランド・アスレチックス   | 79   | 2002年 |                |
| 4    | ケン・サンダース     | ミルウォーキー・ブルワーズ     | 77   | 1971年 |                |
| 5    | ダン・クイゼンベリー | カンザスシティ・ロイヤルズ     | 76   | 1985年 |                |
| 6    | マイク・マーシャル   | ワシントン・ナショナルズ       | 73   | 1973年 |                |
| 6    | ボビー・シグペン     | シカゴ・ホワイトソックス       | 73   | 1990年 | [ 4 ]          |
| 6    | ダグ・ジョーンズ     | ミルウォーキー・ブルワーズ     | 73   | 1997年 |                |
| 9    | ロッド・ベック       | サンフランシスコ・ジャイアンツ | 71   | 1993年 |                |
| 9    | ロブ・ネン           | サンフランシスコ・ジャイアンツ | 71   | 2001年 |                |
| 9    | ホセ・バルベルデ     | ヒューストン・アストロズ       | 71   | 2008年 |                |

- 左投手記録はビリー・ワグナーの70完了（2005年、フィラデルフィア・フィリーズ）
- 記録は2023年度シーズン終了時[5]